# Spilosoma jezoensis
Spilosoma jezoensis là một loài bướm đêm thuộc phân họ Arctiinae, họ Erebidae.